# テュートニック (客船)

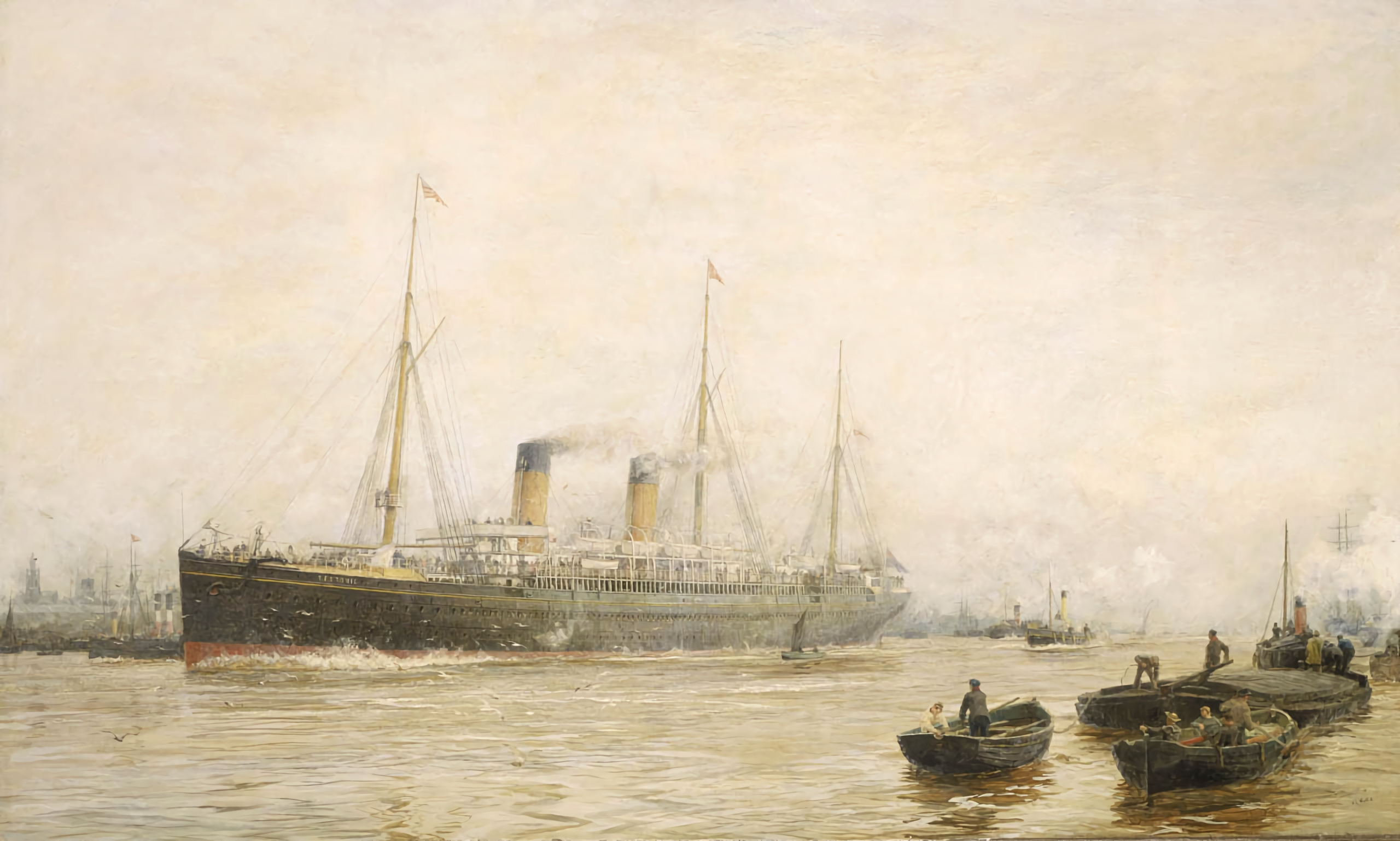
リバプールを出港するテュートニック

テュートニック (SS Teutonic) は、ホワイト・スター・ラインが所有していた客船。初めて武装商船として使用された。船名は古代ヨーロッパの部族名「テウトネス族」に由来する。

## 概要
1880年、大西洋横断最速記録であるブルーリボン賞を巡って激しい競争が繰り広げられていた。海運企業であったホワイト・スター・ラインは造船業ハーランド・アンド・ウルフに平均速力20ノット（37km/h）が出せる船舶を造るよう依頼し、1887年に「テュートニック」と姉妹船「マジェスティック」の建造が始まった。「テュートニック」はホワイト・スター・ラインが所有する船舶で初めて帆を除いた客船として1889年1月19日に進水した。同年7月25日に完成し、8月1日にスピッドヘッドで開催された観艦式に参加した。
「テュートニック」は最初武装商船として4.7インチ砲8門を装備された。これは観艦式の後取り外され、通常の客船として8月7日にニューヨークへ向けて処女航海を行った。これには客船「バルチック」に代わって運航されるという側面もあった。1891年、姉妹船「マジェスティック」がブルーリボン賞を受賞したが、2週間後に「テュートニック」が20.25ノット（37.50km/h）を記録しブルーリボン賞を受賞した。「テュートニック」の出した最高速度は20.5ノット（37.50km/h）であったが、後に客船「シティ・オブ・パリ」にブルーリボン賞を奪われ、その後ホワイト・スター・ラインの船舶がブルーリボン賞を受賞することは2度となかった。
1897年、「テュートニック」はヴィクトリア女王の60歳の誕生日の記念式典に参加した。その後、1898年にニューヨーク港にてユナイテッド・ステーツ・ラインの客船「ベルリン」と衝突したが、それほど多大な損傷はなかった。
ボーア戦争の勃発により「テュートニック」は1900年まで軍事輸送船として徴用されていた。客船として復帰した1901年に「テュートニック」は津波に遭遇し、見張りの乗務員2名が投げ出されたが、生還した。また、津波に襲われたのが夜中であったため、乗客への被害はほとんどなかった。
1911年、「テュートニック」はドミニオン・ラインへ移籍し、カナダ付近で運航された。1913年、「テュートニック」は老朽化によって乗客が減少していたため、客室が2等客と3等客に限定された。1914年、第一次世界大戦の勃発により再び軍に徴用され、6インチ砲を装備した「テュートニック」は船団の護衛や輸送船として使用された。
1921年、「テュートニック」はエムデンにてスクラップにされた。